# أخت (راهبة)

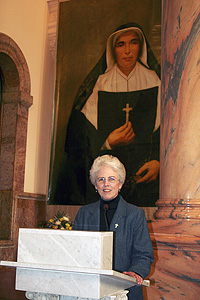
الرئيسة العامة السابقة لراهبات بروفيدنس سانت ماري أوف ذا وودز، الأخت آن مارغريت أوهارا، SP، في عام 2006. في الخلفية لوحة لمؤسسة المصلين، الأم تيودور غيران.

الأخت الراهبة (او الراهبة الدينية او الراهبة المسيحية) في الكنيسة الكاثوليكية هي المرأة التي أخذت نذور عامة في معهد ديني مخصص للأعمال الرسولية، وهي تتميز عن "الراهبة" التي تعيش حياة رهبانية منعزلة مكرسة للصلاة والعمل، أو الكنسي المنتظم، التي تقدم خدمة للعالم، سواء التدريس أو التمريض، داخل حدود الدير. تستخدم الراهبات والأخوات والكنائس مصطلح "الأخت" كشكل من أشكال المخاطبة.
تُعرّف موسوعة هاربر كولينز للكاثوليكية (1995) "تجمعات الأخوات بأنها معاهد للنساء اللاتي يعتنقن الوعود البسيطة للفقر والعفة والطاعة، ويعيشن حياة مشتركة، ويشاركن في خدمة احتياجات المجتمع". :1194كما كتب ويليام سوندرز: "عندما تكون المرأة مقيدة بنذور بسيطة، فهي أخت، وليست راهبة، وبالتالي تسمى "أخت". تتلو الراهبات قداس الساعات أو الفرض الإلهي بشكل مشترك ويعيشون "حياة تأملية منعزلة في دير خلف "السياج البابوي". لا يُسمح للراهبات بمغادرة الدير إلا في ظل ظروف خاصة وبإذن مناسب."